# Lissonotus bisignatus
Lissonotus bisignatus é uma espécie de coleóptero da tribo Lissonotini (Cerambycinae); com distribuição no Brasil e Guiana Francesa.

## Sistemática
- Ordem Coleoptera
  - Subordem Polyphaga
    - Infraordem Cucujiformia
      - Superfamília Chrysomeloidea
        - Família Cerambycidae
          - Subfamília Cerambycinae
            - Tribo Lissonotini
              - Gênero Lissonotus
                - L. bisignatus Dupont, 1836